# Thara Debsi
Pour les articles homonymes, voir Debsi.
Sara Debsi (θaraːʔ dibsiː en arabe : ثراء دبسي), née en 1943, est une actrice syrienne.

## Biographie
Née le 16 mai 1943 à Alep, elle grandit aux côtés de sa sœur Sanaa, actrice elle aussi. Elle travaille dans le domaine artistique, anime des émissions de radios et jouant dans des films et dans des feuilletons levantins. Elle est la tante de Yara Sabri.